# Georgische Mafia
Die georgische Mafia (georgisch: ქართული მაფია, romanisiert: kartuli mapia) gilt als eines der größten, mächtigsten und einflussreichsten kriminellen Netzwerke in Europa. Sie sind in Georgien, Russland und Europa sehr aktiv. Die meisten georgischen Mafiosi stammen aus den Städten Tiflis und Kutaissi.
Die georgische Mafia ist hierarchisch gegliedert. Auf der untersten Ebene machen die Brigaden die Arbeit auf der Straße, während die Führungsebene aus mehreren Dieben im Gesetz besteht, die von einem Kontrollgremium überwacht wird. Für Mitglieder gilt eine Schweigepflicht („Omertà“). In vielen ihrer Regeln oder „Gesetzen“ ähnelt die georgische Mafia der sizilianischen Mafia.

## Geschichte
Die georgischen Mafiaclans lassen sich kulturell und mythologisch auf die Abrag zurückverfolgen. Diese waren Banditen, die in den Bergen des Kaukasus als Außenseiter und Verbrecher nach eigenen Regeln lebten. Zu den georgischen Banditen zählte im frühen 20. Jahrhundert auch der spätere sowjetische Diktator Josef Stalin, der im Russischen Zarenreich Banken überfiel, um seine Tätigkeit als Revolutionär zu finanzieren. Die späteren Mafiagruppen im postsowjetischen Raum gehen auf das Gulagsystem der Sowjetzeit zurück. Damals bildeten sich organisierte kriminelle Gruppierungen unter den Häftlingen, welche mit dem Lagerpersonal zusammenarbeiteten. Diese Gruppen verliehen sich als Diebe im Gesetz einen eigenen Ehrenkodex. Ab den 1970er Jahren infiltrierten diese Gruppen die Planwirtschaft der Sowjetunion und verdienten Geld mit dem Schwarzhandel. Im relativ wohlhabenden sowjetischen Georgien gab es gute Verdienstmöglichkeiten und georgische Gruppen spielten eine führende Rolle in illegalen Aktivitäten der Sowjetunion. Das Clan-System der Unterwelt des sowjetischen Georgiens entstand in den 1970er Jahren als Zusammenschluss von Berufsverbrechern, Schwarzhändlern und korrupten Beamten. In den 1980er Jahren waren diese Gruppierungen bereits sehr reich und mächtig geworden.
Mit dem Ausbruch bewaffneter Konflikte im Kaukasus in der Spätphase der Sowjetunion gegen Ende der 1980er Jahre wurden die ansässigen kriminellen Gruppen im Waffenschmuggel- und Handel tätig. Es ermöglichten sich durch den Rückgang der Staatsmacht auch neue Möglichkeiten für diese Gruppen im Menschen- und Drogenhandel. In der Zeit vor der georgischen Unabhängigkeit im Jahr 1991, als die Spannungen zwischen Georgiern und ethnischen Abchasen zunahmen, wurden mehrere nationalistische Milizen gegründet, von denen die beiden bekanntesten die Nationalgarde Georgiens unter der Führung des ehemaligen Sträflings Tengis Kitowani und die Sakartwelos Mchedrioni unter der Führung des ehemaligen "Diebes im Gesetz" Dschaba Iosseliani waren. Da es keine anderen Finanzierungsmöglichkeiten gab, betätigten sich die Milizen als Schutzgelderpresser und Schmuggler, und die schwache georgische Regierung hatte keine andere Wahl, als sie zu tolerieren.
Die Paramilitärs wurden zunächst gegen die abtrünnigen Regionen Abchasien und Südossetien eingesetzt, doch die Versuche von Präsident Swiad Gamsachurdia, sie zu zügeln, endeten in einem gewaltsamen Staatsstreich, bei dem Gamsachurdia getötet und durch Eduard Schewardnadse ersetzt wurde, der von den Milizen unterstützt wurde, die weiterhin ungestraft operierten. Die Mchedrioni übernahmen Teile der Wirtschaft, wie den Benzinhandel. Schewardnadse hatte 1995 nach einem Attentat endlich den nötigen Vorwand, um die Milizen aufzulösen. Iosseliani wurde inhaftiert, kam jedoch im Jahr 2000 im Rahmen einer Generalamnestie frei und starb drei Jahre später. Doch andere Gangster beherrschten weiterhin Politik und Wirtschaft. Anfang der 2000er Jahre war Georgien ein Mafia-Staat und in Städten wie Kutaissi musste jeder Unternehmer Schutzgeld an die lokalen Mafiosi bezahlen. Die blühende Schattenwirtschaft hatte 2003 einen Anteil von knapp 70 Prozent an der Wirtschaftsleistung, was der weltweit höchste Wert war.
Im November 2003 stürzte ein als Rosenrevolution bekannter Volksaufstand die Regierung Schewardnadse und brachte Micheil Saakaschwili an die Macht. Saakaschwili führte bald eine Reihe von Reformen durch, die auf die Bekämpfung von Kriminalität und Korruption abzielten, entließ und inhaftierte eine Reihe von Beamten und machte 2005 die Mitgliedschaft in Mafiaorganisationen zu einem Verbrechen. Als Reaktion darauf und auf die Verschärfung des Strafvollzugs brachen mehrere Gefängnisunruhen aus, die mit harter Hand niedergeschlagen wurden. Die Mafia versuchte auch Saakaschwili loszuwerden und soll die Massenproteste in Georgien 2007 infiltriert haben. Um einer Strafverfolgung zu entgehen, flohen georgische Gangster aus dem Land, in der Regel nach Russland, Israel und Westeuropa. Der große Einfluss der georgischen Mafia auf Politik und Wirtschaft ging deshalb zurück. Der Einfluss des organisierten Verbrechens wurde 2019 allerdings weiterhin als Hindernis für die EU-Integration Georgiens angesehen.
Im April 2023 behauptete die BBC, ein Netz betrügerischer und unregulierter Investments aufgedeckt zu haben, das vielen Kunden große finanzielle Verluste beschert hatte. Die Betrügereien wurden größtenteils von Call-Centern in Tiflis, Georgien, und Kiew, Ukraine, aus betrieben. Laut der journalistischen Untersuchung wurde die Gruppe angeblich von Dawit Keseraschwili, einem jüdisch-georgischen Geschäftsmann und damaligen Verteidigungsminister Georgiens, angeführt.

## Georgische Mafia im Ausland

### Russland
Die georgische organisierte Kriminalität ist seit der Sowjetzeit in Russland präsent. In den 1990er Jahren, als rivalisierende kriminelle Banden, korrupte Strafverfolgungsbehörden und Oligarchen im chaotischen Übergang zum Kapitalismus um die Vorherrschaft über die lukrativen Schutzgelder des aufstrebenden privaten Wirtschaftssektors kämpften, wurde die georgische Mafia in Moskau sehr einflussreich. Einer der bekanntesten Bosse dieser Zeit war Otari Kwantrischwili, ein ehemaliger Sportler, der nach einer Verurteilung wegen Vergewaltigung zum Gauner wurde. Er fungierte oft als Vermittler zwischen verschiedenen Unterweltgruppen und war so etwas wie das öffentliche Gesicht der Mafia. Vor seiner Ermordung im Jahr 1993 sprach Kwantrischwili über seine Ambitionen, eine eigene politische Partei zu gründen. An seiner Beerdigung nahmen zahlreiche Prominente und Politiker teil.
In jüngerer Zeit soll es zu einer gewalttätigen Fehde zwischen Clans aus Kutaissi und Tiflis unter der Führung von Tariel Oniani bzw. Aslan Usojan gekommen sein. Dabei ging es unter anderem um den Zugriff auf die Investitionen für die Olympische Winterspiele 2014 in Sotschi. Der Konflikt forderte das Leben des berüchtigten russischen Kriminellen Wjatscheslaw Kirillowitsch Iwankow, der 2009 bei einem Vermittlungsversuch ermordet wurde, während Usojan im Januar 2013 selbst von einem Scharfschützen getötet wurde.

### Europa
In westeuropäischen Ländern wie Deutschland und Österreich gelangte die georgische Mafia in den 2010er Jahren in die öffentlichen Schlagzeilen. Sie soll hier eine große Zahl an organisierten Einbrüchen verübt haben. Kriminelle wurden dazu in Georgien gezielt angeworben. Durch die Operation Java konnten 2010 in Deutschland, Österreich, der Schweiz und Spanien 75 Personen festgenommen werden.

### Vereinigte Staaten
Im Juni 2017 wurden 33 Mitglieder der georgischen Mafia in New York City angeklagt. Ihnen wurde Schutzgelderpressung, Drogenhandel, illegales Glücksspiel, Betrug, Raub und Auftragsmorde vorgeworfen.

## Mediale Darstellung
- In dem Film Red Heat von 1988 spielt Arnold Schwarzenegger einen Moskauer Polizisten, der nach Chicago geschickt wird, um den georgischen Drogenboss Viktor Rostavili / Viktor Rosta zurückzubringen.
- In dem Film GoldenEye von 1995 spielt Famke Janssen die georgische Kriminelle Xenia Onatopp.
- In dem Videospiel Grand Theft Auto: The Ballad of Gay Tony kommt der fiktive Verbrecherboss Marki Ashvili vor.
- In dem Videospiel Deus Ex: Mankind Divided kommt die fiktive georgische Verbrecherfamilie Dvali vor.
- In der Tatort-Folge Azra von 2023 geht es um einen fiktiven Mord im Milieu der georgischen Mafia in Wien.